# Crêts-en-Belledonne
Crêts-en-Belledonne es una comuna nueva francesa situada en el departamento de Isère, de la región de Auvernia-Ródano-Alpes.

## Historia
Fue creada el 1 de enero de 2016, en aplicación de una resolución del prefecto de Isère de 27 de octubre de 2015 con la unión de las comunas de Morêtel-de-Mailles y Saint-Pierre-d'Allevard, pasando a estar el ayuntamiento en la antigua comuna de Saint-Pierre-d'Allevard.

## Demografía
| Gráfica de evolución demográfica de Crêts-en-Belledonne entre 1800 y 2013 |
|                                                                           |

Los datos entre 1800 y 2013 son el resultado de sumar los parciales de las dos comunas que forman la nueva comuna de Crêts-en-Belledonne, cuyos datos se han cogido de 1800 a 1999, para las comunas de Morêtel-de-Mailles y Saint-Pierre-d'Allevard de la página francesa EHESS/Cassini. Los demás datos se han cogido de la página del INSEE.

## Composición
| Comuna delegada         | Código INSEE | Población (2013) | Superficie (km²) | Densidad (hab./km²) |
| ----------------------- | ------------ | ---------------- | ---------------- | ------------------- |
| Morêtel-de-Mailles      | 38262        | 448              | 6.71             | 67                  |
| Saint-Pierre-d'Allevard | 38439        | 2887             | 27.09            | 107                 |